# Demetrios III Eukairos

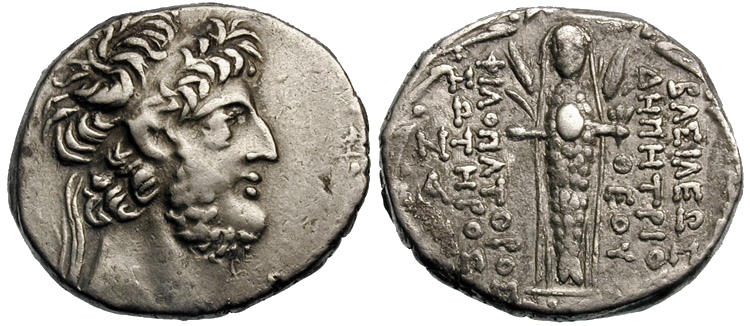
tiền xu củaDemetrios III.
Obv: Diademed head of Demetrios III.
Rev: Figure of Atargatis, veiled, holding flower, barley stalks at each shoulder. Greek legend ΒΑΣΙΛΕΩΣ ΔΗΜΗΤΡΙΟΥ ΘΕΟΥ ΦΙΛΟΠΑΤΟΡΟΣ ΣΩΤΗΡΟΣ "King Demetrios, God, Father-loving and Saviour".

Demetrios III (mất 88 TCN) được gọi là Eukairos ("đúng lúc " có thể là một sự hiểu lầm của tên Akairos, "không hợp thời") và Philopator, là vua của vương quốc Seleukos, con trai của vua Antiochos VIII Grypos.
Nhờ sự hỗ trợ của vua Ai Cập Ptolemaios IX Lathyros, ông đã khôi phục lại một phần lãnh thổ Syria của cha ông khoảng năm 95 TCn. Ông đã thành lập triều đình của mình tại Damascus, từ nơi đây ông đã cố gắng để mở rộng sự cai trị của mình. Về phía Nam, ông đánh bại vua Maccabe là Alexander Jannaeus trong trận chiến, nhưng sự thù địch của dân Do Thái buộc ông phải rút lui. Trong khi cố gắng lật đổ ngai vàng của em trai, Philippos I Philadelphos, ông đã bị đánh bại bởi người Ả Rập và Parthia, và bị bắt làm tù binh. Ông bị giam giữ bởi tại Parthia bởi vua Mithridates II cho đến khi ông qua đời năm 88 TCN.